# Colt Knost
Colt Knost (Garrettsville, Ohio, 26 juni 1985) is een Amerikaans golfer.

## Amateur
Knost groeide op in Pilot Point, hij studeerde aan de Southern Methodist University en speelde college golf voor de SMU Mustangs. 
In 2007 won hij zowel het Amateur Public Links Championship als het US Amateur. Hij kreeg uitnodigingen voor de Masters, het US Open en het Brits Open, maar besloot  meteen in 2007 professional te worden, waardoor hij die drie toernooien niet meer mocht spelen.

### Gewonnen
- 2004: Club Glove Intercollegiate, Pinehurst Classic
- 2005: Dixie Amateur
- 2007: Amateur Public Links Championship, US Amateur
- 2008: Georgia Cup met 2&1 gewonnen van Drew Weaver

### Teams
- Walker Cup: 2007 (winnaars)

## Professional
Knost begon op de Nationwide Tour, waar hij in 2008 twee toernooien won, op de 6de plaats eindigde en dus naar de Amerikaanse PGA Tour promoveerde. In 2010 speelde hij opnieuw op de Nationwide Tour, ditmaal eindigde hij als nummer 15 en promoveerde hij naar de PGA Tour van 2011. Eind 2011 kwalificeerde hij zich via de Tourschool voor de PGA Tour. Zijn beste resultaat in 2012 is tot dusverre een derde plaats bij de Mayakoba Golf Classic. Hij stond daarna op nummer 317 van de wereldranglijst.

### Gewonnen
Nationwide Tour
- 2008: Fort Smith Classic, Price Cutter Charity Championship